# Dominica Premiere League
La Dominica Premiere League è il campionato di calcio di Massima Serie della Dominica. Venne creato nel 1970.
Vi partecipano 8 squadre. L'ultima retrocede in Division One.

## Dominica Premiere League 2013-2014
- Aicons
- Centre Bath Estate
- Dublanc Strikers
- Exodus
- Harlem United
- Northern Bombers
- Sagicor South East United
- Sam Martin Pointe Michel

## Albo d'oro
- 1965 :  Spartans
- 1966 :  Domfruit Rovers
- 1967 :  Domfruit Rovers
- 1968 : sconosciuto
- 1969 :  Spartans
- 1970:  Harlem Utd (Newtown)
- 1971: sconosciuto
- 1972:  Harlem Utd (Newtown)
- 1973:  Harlem Utd (Newtown)
- 1974:  Harlem Utd (Newtown)
- 1975: pas de championnat

Campioni sconosciuti dal 1976 al 1980
- 1981:  Harlem Utd (Newtown)
- 1982: sconosciuto
- 1983:  Harlem Utd (Newtown)
- 1984: sconosciuto
- 1985:  Antilles Kensboro (Roseau) &  Harlem Utd  (Newtown) (condiviso)

Campioni sconosciuti dal 1986 al 1988
- 1989:  Harlem Utd (Newtown)

Campioni sconosciuti dal 1990 al 1991
- 1992:  Harlem Utd (Newtown)
- 1993:  Harlem Utd (Newtown)
- 1994:  Harlem Utd (Newtown)
- 1995:  Harlem Utd (Newtown)
- 1996:  Black Rocks (Roseau)
- 1997:  Harlem Utd (Newtown)
- 1998:  Zebbians (Goodwill)
- 1999:  Harlem Utd (Newtown)
- 2000:  Harlem Utd (Newtown)

- 2001:  Harlem Utd (Newtown)
- 2002:  Kubuli All Stars (Saint Joseph)
- 2003:  Harlem Utd (Newtown)
- 2004:  Harlem Utd (Newtown)
- 2005:  Dublanc Strikers (Dublanc)
- 2006:  Harlem Utd (Newtown)
- 2007:  South East United (La Plaine)
- 2008:  Bath Estate (Roseau)
- 2009:  Bath Estate (Roseau)
- 2010:  Bath Estate (Roseau)
- 2011/12:  Harlem Utd (Newtown)
- 2012/13:  Bath Estate
- 2013-2014:  Northern Bombers
- 2014-2015:  Exodus
- 2015-2016:  Dublanc Strikers
- 2016–2017:  Dublanc Strikers
- 2017–2018: abandoned
- 2018–2019 :  South East United
- 2020:  South East United
- 2021: Abbandonato
- 2022: Non disputato
- 2023:  Dublanc Strikers
- 2024:  Dublanc Strikers

## Titoli per squadra
| Club              | Città        | Vittorie | Stagioni |
| ----------------- | ------------ | -------- | --- |
| Harlem Utd        | Newtown      | 20       | 1970, 1972, 1973, 1974, 1981, 1983, 1985, 1989, 1992, 1993, 1994, 1995, 1997, 1999, 2000, 2001, 2003, 2004, 2006, 2012 |
| Dublanc Strikers  | Dublanc      | 4        | 2005, 2016, 2023, 2024                                                                                                 |
| Bath Estate       | Roseau       | 4        | 2008, 2009, 2010, 2013                                                                                                 |
| Spartans          | Laudat       | 3        | 1965, 1969, 1979 |
| Kensborough Utd   | Roseau       | 3        | 1976, 1977, 1978 |
| South East United | La Plaine    | 3        | 2007, 2019, 2020 |
| Domfruit Rovers   | Newtown      | 2        | 1966, 1967 |
| Kubuli All Stars  | Saint Joseph | 1        | 2002 |
| Zebbians          | Goodwill     | 1        | 1998 |
| Black Rocks       | Roseau       | 1        | 1996 |
| Antilles Kensboro | Roseau       | 1        | 1985 |
| Northern Bombers  | Portsmouth   | 1        | 2014 |
| Exodus            | Roseau       | 1        | 2015 |